# Escuela Modista
La escuela modista (también llamados 'modistas' o gramáticos especulativos) fue una escuela de gramáticos del siglo XIII, muchos de ellos procedentes del norte de Francia, Alemania, Bretaña y Dinamarca, cuya influencia se notó menos en el sur de Europa, donde la “gramática pedagógica” nunca perdió su protagonismo.

## Teoría de modos
Su filosofía, como indica su nombre, se basaba en una teoría tripartita de modos: modos de ser (modi essendi), modos de entendimiento (modi intelligendi) y modos de significar (modi significandi). Para los modistas, las diferentes categorías gramaticales representaban la realidad en términos de estos modos. Por ejemplo, el verbo lo concebían como algo que significaba mediante el modo de la existencia independiente de una sustancia específica, aduciendo que todo verbo puede reducirse a la cópula y un adjetivo. Su trabajo anticipó el concepto de gramática universal, pues sugería que se podían extraer reglas de gramática universales de todas las lenguas vivas. La gramática tenía como objeto el lenguaje y no las lenguas particulares: las características permanentes, profundas y comunes a todas las lenguas, susceptibles de descubrimiento y análisis más allá de las peculiaridades concretas, y todo con el supuesto aristotélico de la unidad de la mente humana.
Sustentaron a juicio de De Bustos una filosofía del lenguaje que postuló por primera vez un estrecho paralelismo entre los ámbitos de la realidad, el pensamiento y el lenguaje. Al mismo tiempo, destacaron los hechos universales y comunes a todas las lenguas, convirtiéndose en predecesores inmediatos de las Gramáticas generales del siglo XX.
Los modistae distinguieron tres modos, tan estrechamente correspondientes entre sí que sería erróneo concebirlos en términos semióticos. Estos tres niveles son encarnaciones formales de una misma realidad. Estos modos son:
a)      Modo de ser de las cosas: modus essendi. La realidad se presenta como absoluta, ontológicamente autónoma.
b)      Modo inteligible: modus intelligendi. La forma en que las cosas son captadas. Determinada por la anterior. La realidad puede presentarse como susceptible de ser captada y comprendida.
c)      Modos de significar: modus significandi. La forma en que las cosas son designadas. Determinada a su vez por la inmediata anterior. La realidad puede presentarse susceptible de ser expresada por medio del lenguaje.
Lo que varía entre los tres modos es la ratio, la posibilidad formal a través de la cual se puede hacer presente una misma realidad. Así la ontología aristotélica en la interpretación escolástica fue el fundamento de las taxonomías lingüísticas de los modistae que se apartaban consecuentemente de las de Prisciano.
Distinguieron las ocho categorías tradicionales, separando las cuatro principales (nombre, verbo, participio y pronombre), de las cuatro secundarias  o indeclinables (adverbio, interjección, preposición y conjunción).
La palabra (dictio), se concreta en un conjunto de sonidos vocales articulados (vox), que tiene doble dimensión semiótica:
a)      Significado.
b)      Modo de significar.
Las distinciones gramaticales categoriales se producen como diferencias en los modos de significar. No son meros artificios teóricos para la descripción de las lenguas: están causadas por la estructura de la realidad y del pensamiento, no son arbitrarias.
Opuestos al nominalismo, asumían que el análisis de la gramática de una lengua ordinaria era la llave de la metafísica. Para los modistas, las formas gramáticas, el modi significandi de los verbos, nombres y los adjetivos indicaba la estructura ontológica profunda. Roger Bacon inspiró el movimiento con su observación de que todos los lenguajes están construidos sobre una gramática común, un fundamento compartido de estructuras lingüísticas: la gramática es sustancialmente la misma en todas las lenguas, aunque puede experimentar variaciones accidentales.
Las gramáticas de los modistas se dividen en dos partes: etimología y diasintética. Estas dos partes se corresponden aproximadamente con el estudio de las partes del discurso y con el estudio de la sintaxis.

## Historia
La filosofía modista fue desarrollada por primera vez por Martín de Dacia (f. 1304) y sus colegas de mediados del siglo XIII, aunque solo alcanzaría protagonismo tras su sistematización, realizada por Tomás de Erfurt décadas más tarde en su tratado Demodis significandi sive grammatica speculativa, escrito probablemente durante la primera década del siglo XIV. Hasta principios del siglo XX se pensó que era obra de Duns Scoto. Ampliamente comentada durante la Edad Media, es la gramática especulativa más completa. El error en la atribución de la autoría se dio a causa de la afinidad natural de la gramática especulativa de Erfurt con la metafísica de Escoto.

## Modistas
- Martín de Dacia
- Boecio de Dacia antes de 1270, de modis significandi
- Radulphus Brito
- Siger de Courtrai
- Tomás de Erfurt antes de 1310, Tractatus de modis significandi seu Grammatica speculativa.